# Nysa Kłodzka

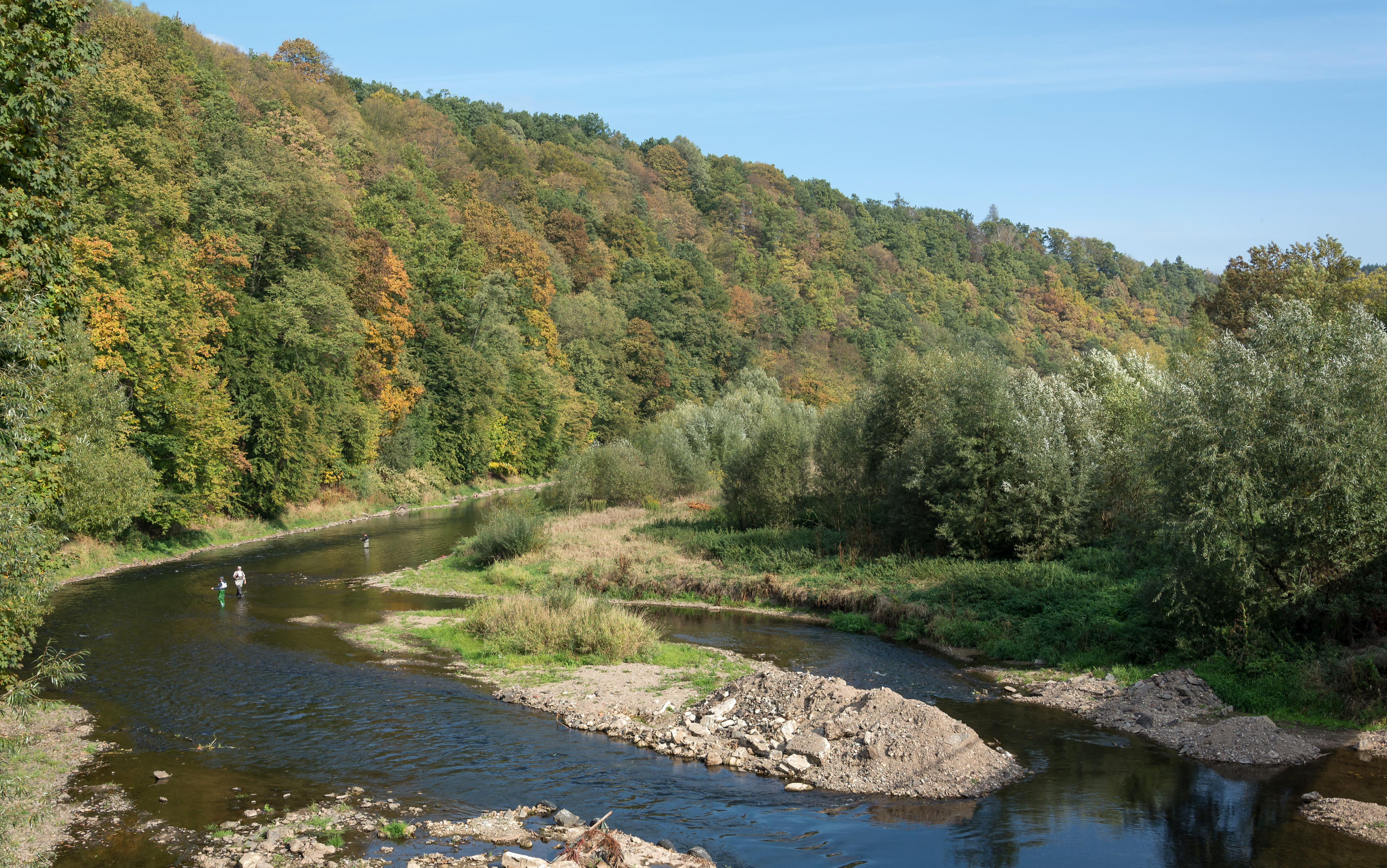
Nysa Kłodzka w Morzyszowie

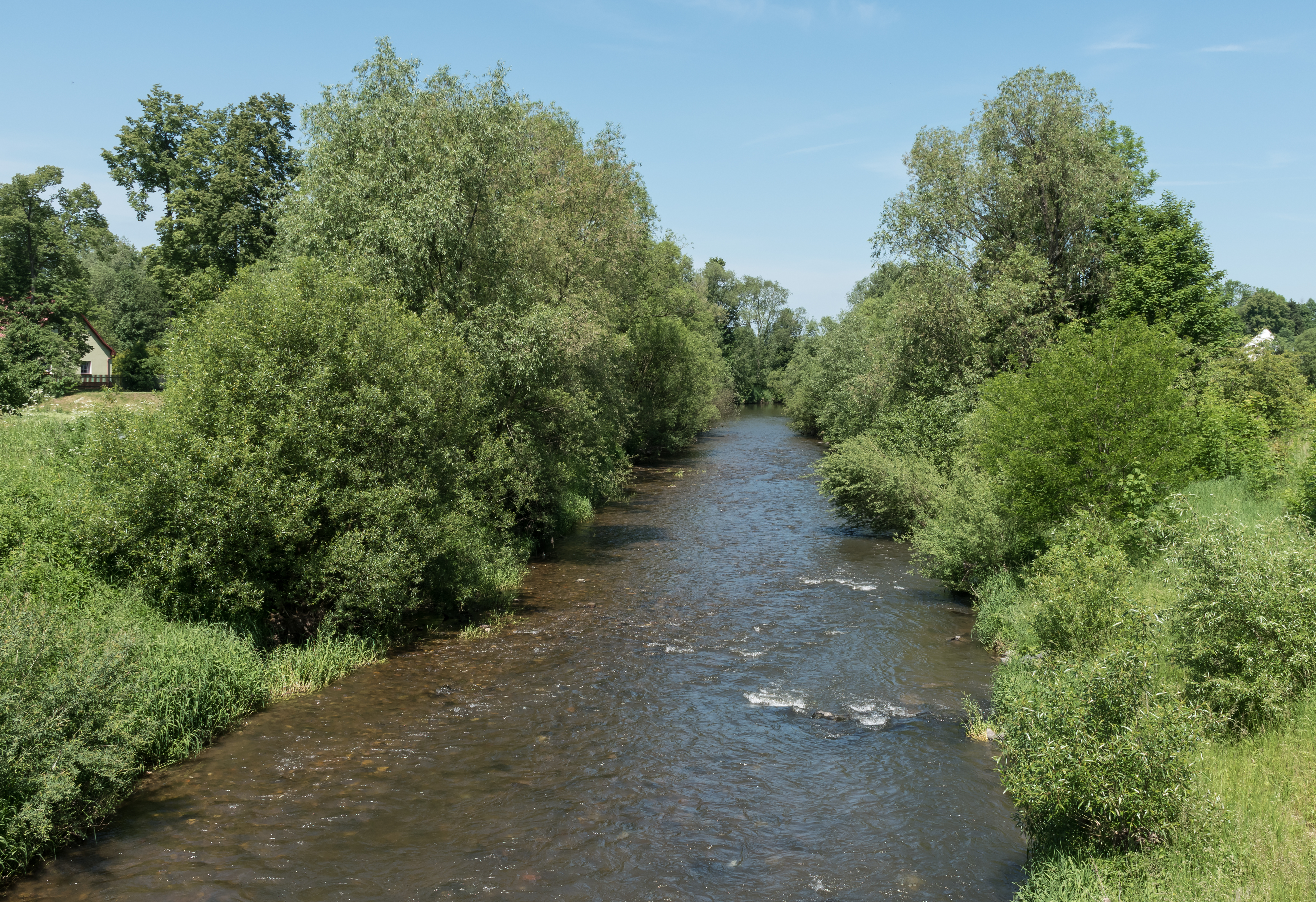
Nysa Kłodzka w Zabłociu

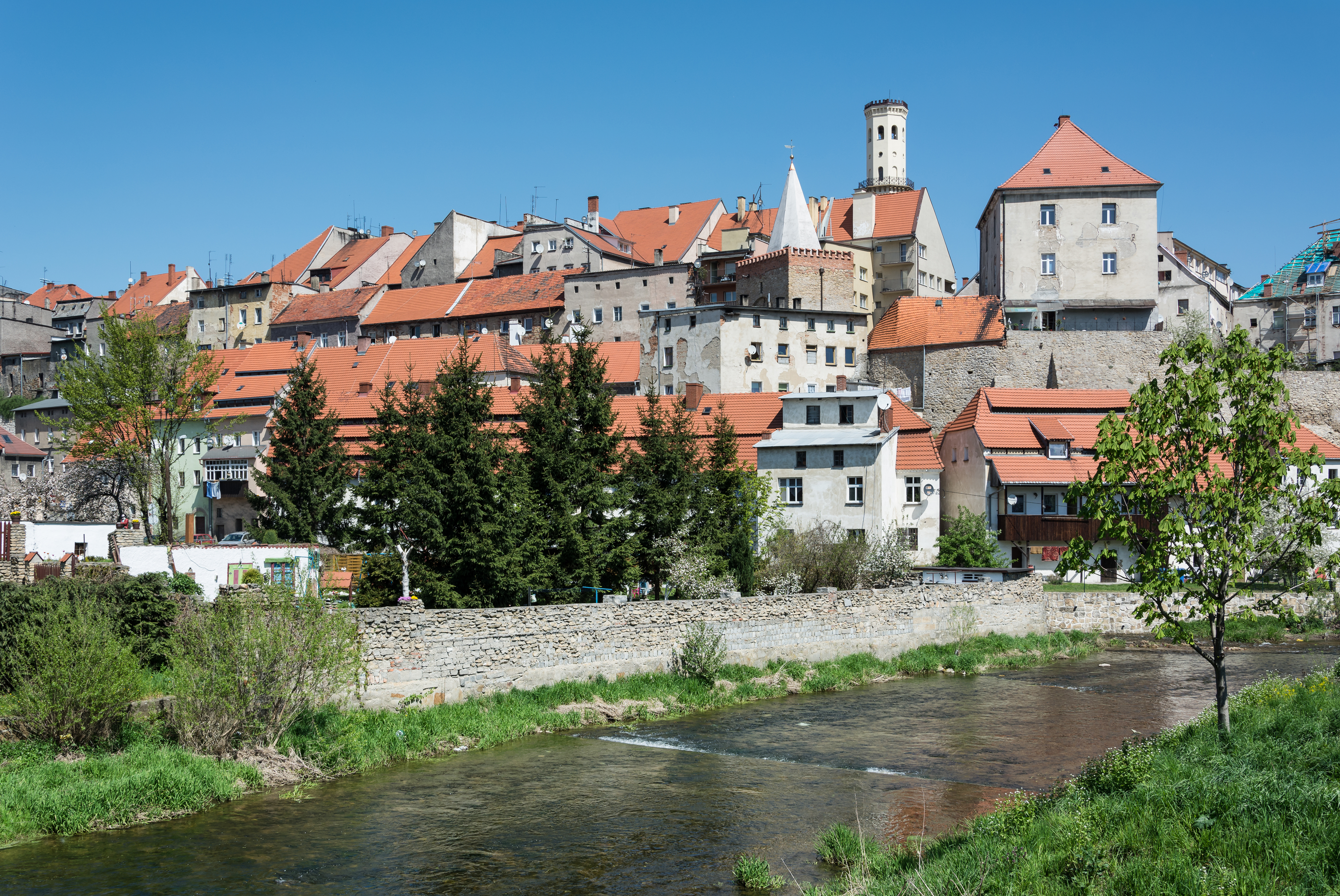
Nysa Kłodzka w Bystrzycy Kłodzkiej

Nysa Kłodzka (cz. Kladská Nisa, niem. Glatzer Neiße) – rzeka w południowo-zachodniej Polsce, na terenie województw dolnośląskiego i opolskiego, lewobrzeżny dopływ Odry.

## Przebieg i opis
Źródła w Masywie Śnieżnika, na zboczach Puchacza i Trójmorskiego Wierchu. Za najbardziej oddalone i jednocześnie najwyżej położone źródło przyjęto znajdujące się na wysokości 1006 m n.p.m. źródło, które w 2020 nazwano „Szczodrym”. W górnym biegu rzeka wykorzystuje naturalny kanał odpływowy, jakim jest Rów Górnej Nysy. Następnie płynie przez Kotlinę Kłodzką, skąd wyrywa się przez Góry Bardzkie w okolicy Barda, tworząc malowniczy Przełom Nysy Kłodzkiej, jedną z największych osobliwości Sudetów. Przez Góry Bardzkie rzeka płynie kilkoma zakolami (meandrami), charakterystycznymi raczej dla rzeki nizinnej – czym dowodzi swej antecedencji. Po opuszczeniu gór skręca gwałtownie na wschód i płynie Przedgórzem Sudeckim, by w Nysie wpłynąć na Nizinę Śląską. Jej pierwszy równoleżnikowy odcinek podgórski między Bardem a Kamieńcem Ząbkowickim, leży w obrębie szerokiej na 6 km, starej tektonicznie niecki. Nieckę tę, zwaną kamieniecką, wypełniają trzeciorzędowe i plejstoceńskie osady. Poniżej Kamieńca Ząbkowickiego w pobliżu Byczenia Nysa Kłodzka napotyka na przeszkodę w postaci wąskiego rygla skalnego utworzonego przez Wzgórza Kamienieckie przecinające Obniżenie Otmuchowskie. Rygiel ten jest skalistą odnogą wzgórz, dolina rzeczna zwęża się do 150 m. Po minięciu rygla skalnego rzeka wpływa w szeroką na ponad 5 km dolinę ciągnącą się aż do miasta Nysa. Poniżej Nysy na Nizinie Śląskiej rzeka skręca na północ, po minięciu Skorogoszczy wpada do Odry.
Przepływa przez woj. dolnośląskie i opolskie, a historycznie przez ziemię kłodzką i Dolny Śląsk.
W górnym biegu płynie wartko, tworząc wodospady, na równinie silnie meandruje. Często wylewa, właśnie z tego powodu powstały w XX w. dwa duże zbiorniki retencyjne w okolicach Otmuchowa (Jezioro Otmuchowskie) i Nysy (Jezioro Nyskie), które wykorzystuje się także w celach energetycznych i rekreacyjnych. Pomiędzy Kamieńcem Ząbkowickim i Paczkowem wybudowano dwa nowe zbiorniki (w 2002 roku): Topola i Kozielno razem tworzące Zalew Paczkowski. Planowano i nawet rozpoczęto budowę zbiornika wodnego Zbiornik Kamieniec położonego powyżej Kamieńca Ząbkowickiego. Obecnie prace są wstrzymane, a na obszarze planowanego zbiornika utworzono rezerwat ptactwa, utrudniając tym samym znacznie budowę zbiornika.
W dolnym biegu wykorzystywana wraz z Oławą jako źródło wody dla Wrocławia. Wybudowano kanał przerzutowy prowadzący wodę z Nysy do Oławy.
Na części swojego biegu jest tradycyjną granicą pomiędzy Górnym i Dolnym Śląskiem.

## Powodzie
Przed XX wiekiem wysokie stany wód Nysy Kłodzkiej, które zostały wymienione w kronikach wystąpiły w latach: 1270, 26 lipca 1310, 1387, 1400, 1463, 1475, 1501, 16 sierpnia 1598, 1622, 1729, 1736, 22 czerwca 1783 (stan wody w Kłodzku wynosił ok. 6,30 m), 1813, 1829, 1854, 1879, 5–12 sierpnia 1880, 19–20 czerwca 1883, 1888, 27–31 lipca 1897
Na przełomie XIX i XX wieku wdrożono system obserwacji stanu wód. Na jego podstawie wysokie stany wód w Kotlinie Kłodzkiej stwierdzono w latach: 1903, 1938, 1952, 1967, 1970, 1972, 1977, 1997 oraz w 2024.
Ważniejsze powodzie:
- 1598 – ulewne deszcze spowodowały w Bardzie silne osunięcie ziemi ze stoków Bardzkiej Góry i przegrodzenie Nysy Kłodzkiej, która zalała miasto, a potem zmieniła koryto.
- 1997 – powódź tysiąclecia – przez rzekę przetoczyła się 9-metrowa fala, która zalała Kłodzko. Zbiorniki retencyjne nie uchroniły od zalania również Nysy. W całej Kotlinie Kłodzkiej rzeki należące do dorzecza Nysy Kłodzkiej spowodowały olbrzymie straty. Średni przepływ wieloletni u ujścia Nysy Kłodzkiej do Odry wynosi 50 m³/s, przepływ nie powodujący strat w infrastrukturze poniżej zapory zależy od wezbrania Odry i waha się w zakresie 150–190 m³/s, natomiast w lipcu 1997 r. (powódź tysiąclecia) przepływ ten wynosił ponad 1500 m³/s. Zrzut awaryjny z Jeziora Nyskiego zalał m.in. Nysę, Lewin Brzeski i liczne wsie w dorzeczu rzeki oraz przyczynił się do znacznego podniesienia się wody w Odrze, która zalała Wrocław.
- 2024 – podczas wrześniowej powodzi Nysa Kłodzka wyrządziła duże straty w Kłodzku oraz w miejscowościach położonych w jej biegu poniżej Nysy. Do szkód powyżej Jeziora Otmuchowskiego przyczyniło się rozmycie zapory w Stroniu Śląskim przez przelewającą się wodę. Niemal cała zgromadzona woda (około 1,4 mln m³) wypłynęła ze zbiornika w krótkim czasie, wywołując liczne zniszczenia[6].

## Podziemne przekroczenie działu wodnego
Część wód potoku Kleśnica (wpadającego do Morawki, dopływu Białej Lądeckiej) odpływa podziemnie z czeskiej Morawy należącej do zlewiska Morza Czarnego. Mamy tu do czynienia z przekroczeniem kontynentalnego działu wodnego.

## Główne dopływy
lewostronne:
- Bystrzyca (Łomnicka), Łomnica, Bystrzyca Dusznicka, Ścinawka, Budzówka

prawostronne:
- Wilczka, Biała Lądecka, Raczyna, Płocha, Przedpolna, Widna, Biała Głuchołaska, Ścinawa Niemodlińska, Potok Borkowicki

## Ważniejsze miejscowości od źródeł
- Międzylesie, Bystrzyca Kłodzka, Kłodzko, Bardo, Kamieniec Ząbkowicki, Paczków, Otmuchów, Nysa, Lewin Brzeski, Skorogoszcz[3].